# 1926 no teatro

## Nascimentos
| Data          | Nome              | Profissão                                                | Nacionalidade  | Observações | Ref   |
| ------------- | ----------------- | -------------------------------------------------------- | -------------- | ----------- | ----- |
| 1 de janeiro  | Maria Della Costa | atriz                                                    | Brasil         |             |       |
| 16 de março   | Jerry Lewis       | ator, comediante e realizador                            | Estados Unidos |             |       |
| 18 de março   | Augusto Abelaira  | professor, romancista, dramaturgo, tradutor e jornalista | Portugal       | m. 2003     | [ 1 ] |
| 26 de Março   | Dario Fo          | autor teatral e comediante                               | Itália         |             |       |
| 23 de abril   | Lala Schneider    | actriz                                                   | Brasil         | m. 2007     |       |
| 25 de julho   | Beatriz Segall    | atriz                                                    | Brasil         |             |       |
| 18 de Outubro | Klaus Kinski      | ator                                                     | Alemanha       | m. 1991     |       |

## Mortes
| Data | Nome | Profissão | Nacionalidade | Observações | Ref |
| ---- | ---- | --------- | ------------- | ----------- | --- |